# Conothobius conothoae
Conothobius conothoae är en loppart som först beskrevs av Ioff 1946.  Conothobius conothoae ingår i släktet Conothobius och familjen smågnagarloppor. Inga underarter finns listade i Catalogue of Life.